# Dimitru Marchitan
Dimitru Marchitan (n. 1885, Călugăr, județul Bălți, gubernia Basarabia, Imperiul Rus – d. secolul al XX-lea) a fost un țăran și politician moldovean, membru al Sfatului Țării al Republicii Democratice Moldovenești.

## Sfatul Țării
Dimitru Marchitan a fost unul din membrii Sfatului Țării care a votat pentru Unirea Basarabiei cu România în sesiunea din 27 martie 1918.

## Galerie de imagini

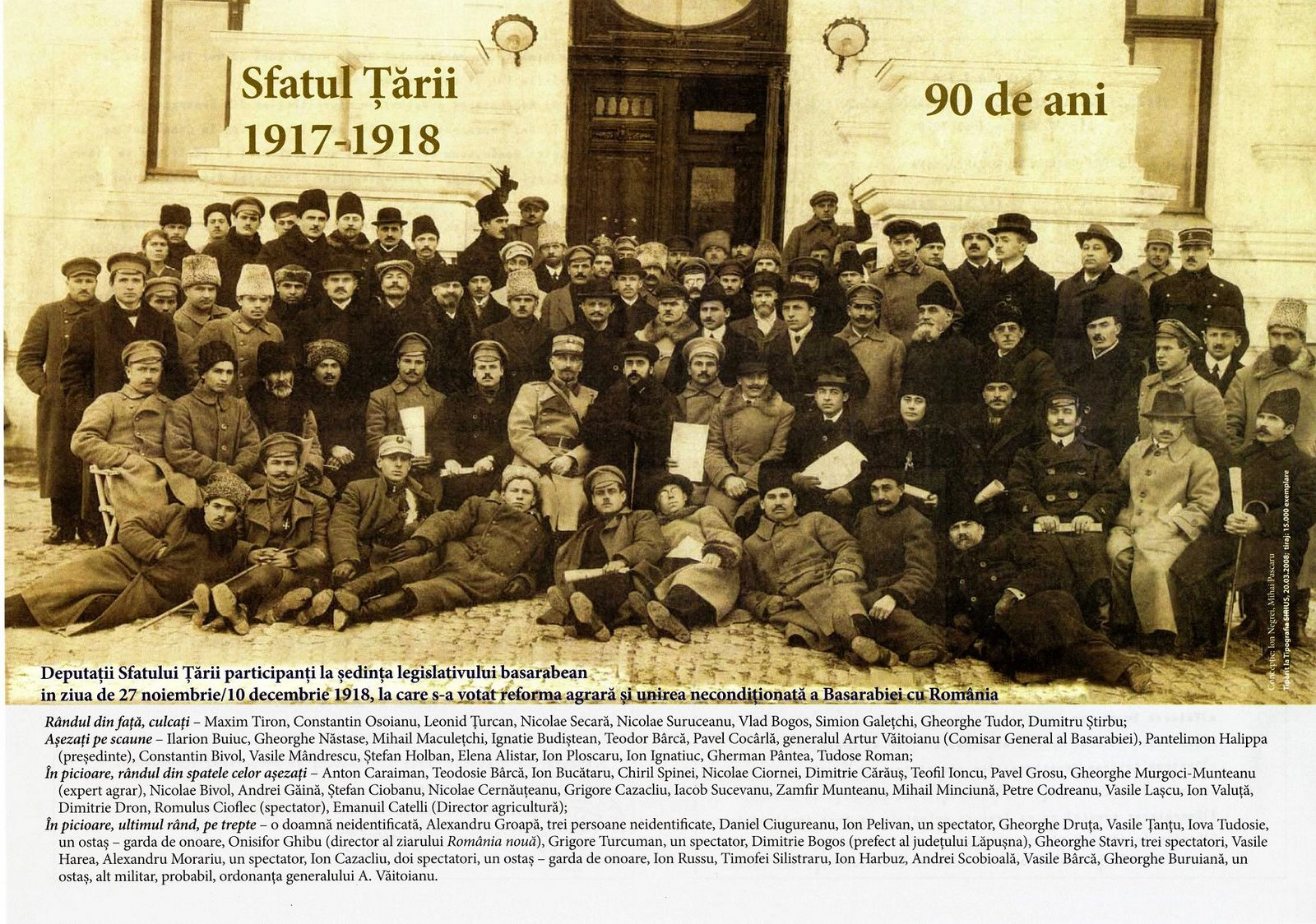
Membrii Sfatului Țării, 10 decembrie 1918.
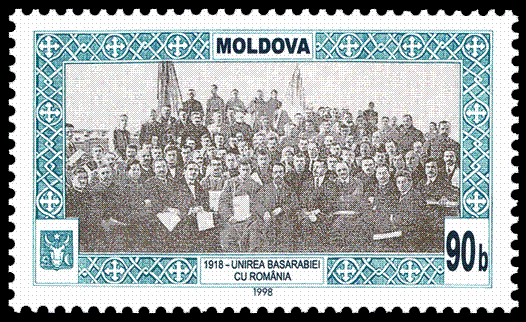
Membrii Sfatului Țării pe un timbru moldovenesc din 1998.